# Жан Болланд
Жан Болланд (фр. Jean Bolland, лат. Johannes Bollandus; 18 серпня 1596, Жюлемон поблизу Ерва герцогство Брабант (нині Валлонія) — 12 вересня 1665, Антверпен) — фламандський історик церкви, агіограф, священнослужитель, єзуїт.
Відомий тим, що поклав початок монументальному критичному виданню житій святих — Acta Sanctorum (1-а частина вийшла в Антверпені в 1643), що триває до теперішнього часу. В ім'я Болланда його видавці називаються болландистами.